# Éter (kémia)

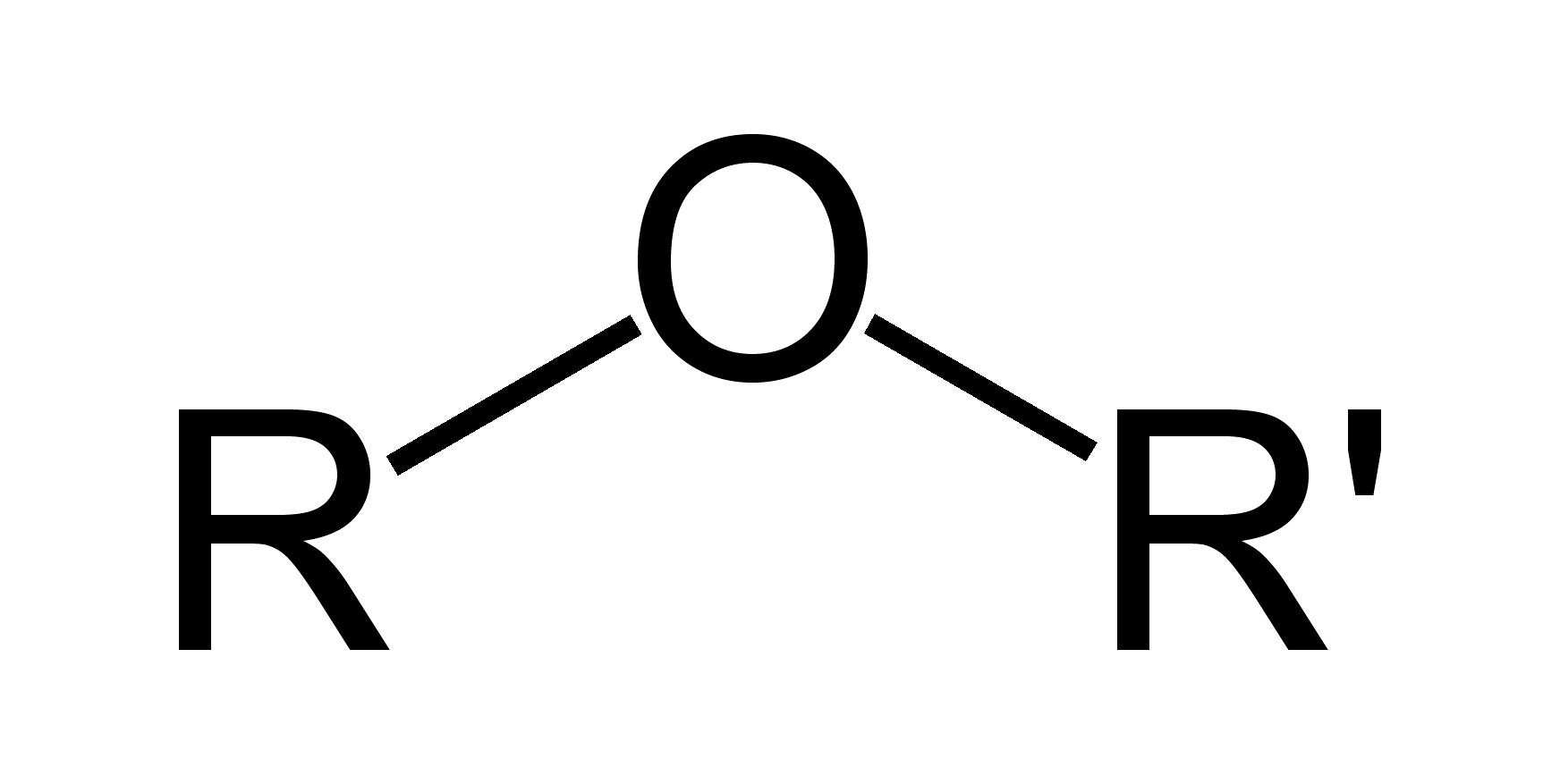
Az éterekben az oxigénatom két szénatomot köt össze

Az éterek olyan szerves vegyületek, melyek molekuláiban található olyan oxigénatom, mely két szénatomot (szénhidrogéncsoportot) köt össze. Az éterek elnevezése az oxigénatomhoz kapcsolódó szénhidrogéncsoportok nevéből és az éter szóból tevődik össze. A két szénhidrogéncsoport nevét abc-rendben kell felsorolni az "-éter" utótag előtt (például dimetil-éter, etil-vinil-éter). A köznapi nyelvben éternek nevezzük a dietil-étert.
A név a görög aithér szóból származik.

## Molekulaszerkezet
Az oxigénatom tetraéderes vegyértékelektron-pár elrendeződésével jól beleillik a szénláncba, nem befolyásolja jelentősen alakját. Az éterekben lévő C-O kötések polárisak, és emiatt az egész molekula is kismértékben poláris (dipólusos).

## Fizikai tulajdonságok
A kisebb szénatomszámú éterek folyadékok (kivéve a dimetil-étert, amely gáz halmazállapotú). A nagyobb szénatomszámúak (17-18-tól) kristályosak. Forráspontjuk lényegesen alacsonyabb a megfelelő alkoholokénál, amelyekkel konstitúciós izomerek. Ennek az az oka, hogy az étermolekulák nem tudnak hidrogénkötést létesíteni egymással. Fizikai tulajdonságaik ezért inkább a szénhidrogénekéhez hasonlóak. Az étermolekulák között ugyanis a diszperziós kölcsönhatás mellett csak nagyon gyenge dipólus-dipólus kölcsönhatás lép fel.

## Előállítás
Az éterek az alkoholok fontos származékai. Az alkoholokból étert kondenzációval nyernek (olyan egyesülés, mely során víz lesz a melléktermék) vízelvonószerként savat (kénsavat, foszforsavat) alkalmaznak. A nyílt láncú éterek lehetnek szimmetrikusak vagy vegyesek aszerint, hogy az oxigénatomhoz kapcsolódó két csoport azonos-e vagy különböző.
Az alkoholokból vízelvonással csak szimmetrikus étereket célszerű előállítani. Az etil-alkohol tömény kénsav hatására kb. 130 °C-ra melegítve víz kilépése közben dietil-éterré alakul.
C2H5-OH + HO-C2H5 -> C2H5-O-C2H5 + H2O
Magasabb hőmérsékleten (körülbelül 160 °C) azonban nem éter, hanem etén lesz a termék. Ez azt bizonyítja, hogy a kénsav és az etil-alkohol a hőmérséklettől függően különböző módon reagál egymással.
A vegyes éterekhez egy alkohol nátrium sójára is szükség van. Például etil-alkohol nátriummal való reakciójából hidrogénfejlődés mellett keletkezik nátrium-etoxid, majd ezt például metil-alkohollal reagáltatva kapjuk:
C2H5-O-Na + CH3OH -> C2H5-O-CH3 + NaOH
A nevezéktan szabályai alapján (ABC) a termék az etil-metiléter nevet kapja.

## Fontosabb éterek
A nyílt láncú étereket az iparban oldószerként, a gyógyászatban altató-, illetve érzéstelenítőszerként alkalmazzák.
A dietil-éter (CH3CH2-O-CH2CH3) gyorsan párolgó és rendkívül gyúlékony, alacsony forráspontú folyadék, érzéstelenítőként alkalmazták. A VIII. Magyar Gyógyszerkönyvben aether     néven hivatalos.  

Sok nyílt láncú éter, mint például a diizopropil-éter, a divinil-éter, a dimetil-éter, a dipropil-éter színtelen, jellegzetes szagú, a nyálkahártyákat ingerlő anyag. Erős narkotikus hatással rendelkeznek. 

## Előfordulás, felhasználás
Az egyszerűbb éterek (amelyekben az étercsoporton kívül más funkciós csoport nincs) mind mesterséges anyagok. A kémiai laboratóriumokban is csak néhányat használnak közülük. Az egyszerű étereket elsősorban oldószerként használják. Ilyen szempontból a dietil-éter és a dioxán a legfontosabb.

## Érdekességek
A természetben nagyon sok olyan vegyület található, amelyekben az étercsoport mellett más funkciós csoportok is találhatók.
A fák anyagának jelentős részét kitevő ligninben a szénhidrogéncsoportokat éterkötésű oxigénatomok kötik össze. Így a legtöbbször óriásmolekulák jönnek létre. A fa másik alkotórésze, a cellulóz is sok éterkötésű oxigént tartalmaz. A hasis (vagy marihuána) legaktívabb hatóanyaga egy gyűrűs éter, amelyben fenolos hidroxilcsoport is található. A hatóanyag neve: tetrahidrokannabinol (a kender latin nevéből – cannabis – származik).